# In fondo al cuore (film 1946)
In fondo al cuore (The Secret Heart) è un film del 1946 diretto da Robert Z. Leonard.

## Trama
Nonostante l'opposizione della zia, Lee parte per gli Stati Uniti dove sposerà il vedovo Larry, padre di due figli, Chase e Penny. Durante il viaggio conosce Chris Matthews, grande amico di Larry e tra i due nasce un sentimento ma il matrimonio si celebra ugualmente.
Larry è un ottimo pianista ma per accontentare il padre ha accettato un lavoro in banca e per questo anni dopo è diventato un alcolista. Dopo due anni di matrimonio Larry si uccide e iniziano a circolare voci che lo accusano di aver sottratto dei soldi ai clienti della banca. Lee per proteggere la famiglia si trasferisce a New York alla ricerca di un lavoro per pagare i debiti del marito. Penny all'oscuro della verità crede che il padre sia morto di un attacco di cuore e continua a studiare piano ma suona solo quando è da sola. Ad una riunione familiare Penny scopre Lee abbracciata proprio a Chris che lei ama in silenzio, la ragazza tenta il suicidio nello stesso luogo del padre ma viene salvata in extremis proprio da Lee che le rivela tutta la verità. Dopo lo shock iniziale la ragazza riesce a laurearsi, accettare Chris come patrigno ma soprattutto abbracciare Lee, una cosa che non era mai riuscita a fare.

## Produzione
Il film fu prodotto dalla Metro-Goldwyn-Mayer (MGM).

## Distribuzione
Distribuito dalla Metro-Goldwyn-Mayer (MGM), il film uscì nelle sale cinematografiche USA il 25 dicembre 1946.